# محمد عثمان (روائي يمني)
محمد عثمان روائي يمني. أول رواية له هي اضطراب ملاحظ تقريبا! والتي تناولت العولمة واليمن وقد نالت استقبالا حسنا.